# 马尔科·恩格尔哈特
马尔科·恩格尔哈特（德語：Marco Engelhardt，1980年12月2日—），德国前男子足球运动员，场上位置是中场。他曾代表德国国家队参加2005年国际足联联合会杯，获得季军。